# Jordi Dausà i Mascort
Jordi Dausà i Mascort   (Cassà de la Selva, 1 de març de 1977) és un mestre, escriptor i traductor català. És llicenciat en Humanitats. Ha publicat sis novel·les i divuit relats curts en diferents antologies, entre les quals destaquen Els Caus Secrets (2013), Assassins de Girona (2017), Delinqüents (2021) i Històries de Tramuntana (2023). També és autor de dues obres destinades a l'aprenentatge de la llengua catalana i del bloc Tardes de birres.

## Publicacions
- 2010 – Els Fak Eh (Publicacions de l'Abadia de Montserrat) i La caixa de joies (Publicacions de l'Abadia de Montserrat).
- 2010 – Manual de Supervivència (Editorial Montflorit)
- 2012 – El gat de Schrödinger (Editorial Stonberg)
- 2015 – Nits de Matapobres (Brau Edicions)
- 2018 – Lèmmings (Llibres del Delicte)[2]
- 2021 – De sobte pensa en mi (Llibres del Delicte)
- 2023 – Manual de supervivència: una novel·la (reedició revisada, editorial Pagès).
- 2023 – La nit del gall (La Campana)[3]

## Traduccions
- 2022 – L'horror de Dunwich, d'H. P. Lovecraft (Editorial Laertes)
- 2023 – L'home minvant, de Richard Matheson (Editorial Laertes)
- 2023 – La biblioteca d'Arkham, d'H. P. Lovecraft (Editorial Laertes)
- 2024 – La biblioteca d'Arkham, volum II, d'H. P. Lovecraft (Editorial Laertes)
- 2025 – La biblioteca d'Arkham, volum III, d'H. P. Lovecraft (Editorial Laertes)

## Premis i reconeixements
- Premi Montflorit de novel·la 2010 per Manual de Supervivència.[4]
- Premi del festival Lloret Negre a la millor novel·la negra publicada en llengua catalana 2019 per Lèmmings.[5]